# Coloration des cheveux
Pour les articles homonymes, voir Coloration et Teinture (homonymie).

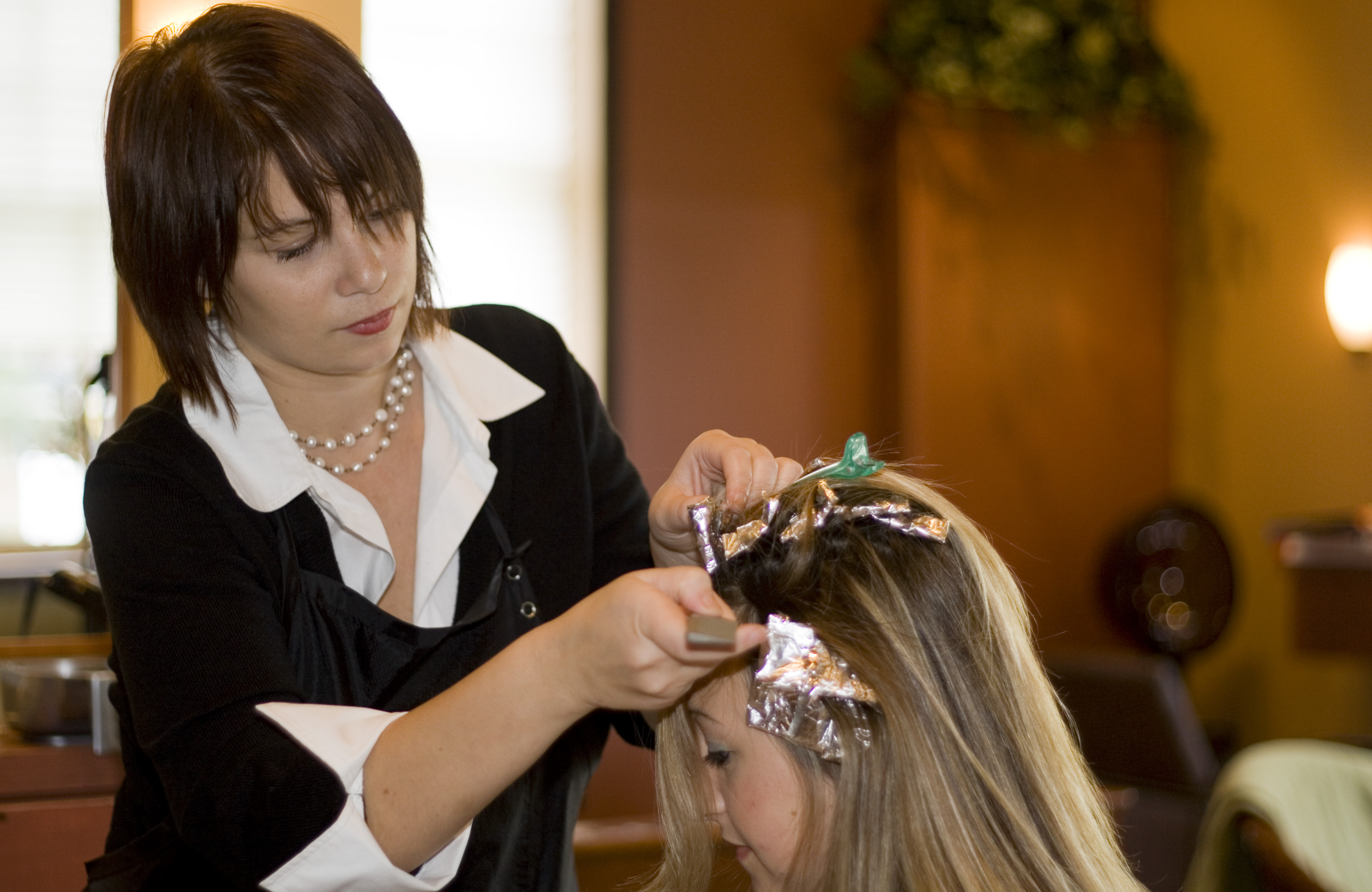
Une coiffeuse, préparant la coloration des cheveux d'une cliente.

La coloration des cheveux ou plus simplement coloration, incluant aussi la teinture des cheveux, désigne la pratique cosmétique du changement de la couleur des cheveux.
Elle peut inclure par extension la coloration d'autres parties de la pilosité humaine (sourcils notamment).
Elle se fait principalement pour des motifs esthétiques et cosmétiques ; pour une envie de couleur différente, se conformer à la mode, ou pour masquer les cheveux blancs et gris, ou parfois pour restaurer la couleur de cheveux d'origine après une décoloration artificielle ou due au soleil.
La coloration peut être pratiquée par un professionnel (coiffeur) ou à la maison, et elle correspond à un marché financier important (aux États-Unis, la coloration à domicile a été évaluée à un marché de 1,9 milliard de dollars en 2011, qui devait atteindre 2,2 milliards de dollars en 2016).

## Prévalence
Dans le monde, les pratiques de coloration/décoloration sont plutôt urbaines et varient selon les classes d'âge et les classes sociales.
De nombreuses sociétés traditionnelles africaines et amérindiennes utilisent ou utilisaient il y a peu de l'argile, de l'huile, de l'ocre ou un colorant végétal (roucou en Amazonie) pour changer l'aspect ou la couleur du cheveux. De la cendre pouvait aussi être utilisée pour certaines cérémonies.
Au début du XXIe siècle 50 à 80 % de toutes les femmes de l'Union européenne, des États-Unis et du Japon auraient déjà utilisé une teinture capillaire.
Au Danemark, selon une étude de l’université de Copenhague, 75 % des femmes et 18 % des hommes vivant à Copenhague ont déclaré avoir déjà utilisé une teinture capillaire, avec un risque accru pour un type de mélanome malin et moins significativement de troubles digestifs pour les femmes se teignant les cheveux (statistique basée sur le suivi de 7 684 femmes durant 37 ans).

## Historique
L’historien grec Diodore de Sicile a décrit comment les Celtes se teignaient les cheveux (blonds) : « Leur aspect est terrifiant… Ils sont très grands de stature, avec des muscles ondulant sous une peau blanche claire. Leurs cheveux sont blonds, mais pas seulement naturellement : ils les éclaircissent artificiellement, les lavent à l’eau de chaux et les peignent en arrière de leur front. Ils ressemblent à des démons des bois, leurs cheveux épais et hirsutes comme la crinière d'un cheval. Certains d'entre eux sont rasés de près, mais d'autres — surtout ceux de haut rang — se rasent les joues mais laissent une moustache qui recouvre toute la bouche… »,,.
Depuis longtemps, divers colorants végétaux, d’origine métallique (à base de dioxyde de plomb, toxique) ou de minéraux (chaux, ocre rouge) et plus récemment issus de la chimie industrielle ont été utilisés pour modifier la couleur du cheveu.
Les colorants végétaux étaient par exemple le henné (Lawsonia inermis), l’indigo (Cassia obovata), le séné, le curcuma et l'amla. D'autres incluent le katam (buxus dioica), les coques de noix noire/brou de noix  et les poireaux.
Dans un ouvrage de 1661 (Eighteen Books of the Secrets of Art & Nature), diverses méthodes de coloration des cheveux en noir, or, vert, rouge, jaune et blanc sont expliquées.
Les colorants capillaires de synthèse apparaissent dans les années 1860 avec la découverte de la réactivité de la paraphénylènediamine (PPD) dans l'air.
Eugène Schueller (fondateur de L'Oréal a créé la première teinture capillaire synthétique en 1907.
En 1947, la société de cosmétiques allemande Schwarzkopf met sur le marche le premier colorant capillaire à utiliser soi-même à domicile, "Poly Color".
Le premier brevet pour une teinture chimique (teinture capillaire oxydante) date de 1883 (elle utilisait le para-phénylènediamine ou le 2,5-diaminotoluène combiné à un agent oxydant). Il fait suite à la découverte que la para-phénylènediamine incolore se colore de manière stable après oxydation.
Vers 2010, l'industrie utilise essentiellement des colorants et additifs synthétiques mais parfois aussi des colorants d'origine végétale et minérale.
Des années 1930 aux années 1970, diverses amines aromatiques sont intégrées dans les teintures capillaires oxydante. Puis, dans les années 1970, on commence à s'inquiéter du fait qu'elles soient aussi des agents biologiquement actifs.
Ames et al. montrent en 1975 que 10 des 18 composants aminés des teintures capillaires oxydantes ont une activité mutagène : le 2,4-diaminoanisole, la 2,4-diaminoanisone, la 4-nitro-o-phénylènediamine, la 2-nitro-p-phénylènediamine, le 2-amino-5-nitrophénol, la m-phénylènediamine, l'o-phénylènediamine, 2 -amino-4-nitrophénol, 2,4-diaminotoluène et 2,5-diaminotoluène. Cet effet mutagène est confirmé chez le rat pour plusieurs de ces composés par le U.S. National Cancer Institute. C'est, pour partie, ce qui a suscité la préparation d'une première directive européenne sur les cosmétiques.

## Législation
Elle varie selon les pays et interdit certains composants, en totalité ou au-dessus d'un certain seuil.

### Europe
La législation des États-membres a été unifiée en Europe par La directive européenne sur les cosmétiques (modifiée plusieurs fois depuis sa rédaction initiale en 1976) ; avec une transposition dans le droit des États membres devant être faite avant 1978 (mais des prorogations ont été accordées pour certains composés chimiques dans un premier amendement). 
Certains ingrédients toxiques et/ou mutagènes ont alors disparu des teintures capillaires oxydantes, dans le marché européen, mais tout en persistant dans une grande partie du monde.
La directive impose des restrictions de concentration pour certains autres composés chimiques mais sous la pression de l'industrie, des composés cancérigènes comme le 4-aminobiphényle (pourtant interdits à la vente au grand public) ont persisté jusqu'en 1989 et jusqu'en 2004 dans certains cosmétiques.

## Principes physicochimiques
Les colorants capillaires modernes peuvent être classés en 4 types :
1. oxydants ; ce sont les colorations permanentes, les plus utilisés avec 80% des parts de marché dans l'UE) ;
2. directs (temporaires ou semi-permanents) ;
3. sels métalliques ;
4. colorants naturels, souvent traditionnels[21].

Les teintures à oxydants contiennent trois agents chimiques principaux interagissants : des intermédiaires primaires (amines aromatiques), en présence d'un agent oxydant, réagissent avec les coupleurs pour former une couleur spécifique.

Aujourd'hui[Quand ?], les intermédiaires primaires les plus largement utilisés sont la phénylènediamine (PPD) et la 2,5-toluènediamine (PTD) et autorisés dans l'UE pour cet usage dans les coloration capillaire, mais sous une certaine concentration et avec des avertissements obligatoires sur l'étiquette.

## Effets toxiques et indésirables
En 2016 les études de sécurité sont peu nombreuses, et aucune étude exhaustive ni aucune étude épidémiologique ou éco-épidémiologique (justifiée car les produits de rinçage peuvent contaminer les boues d'épuration et les eaux usées envoyées dans le milieu naturel) ne sont disponibles concernant les effets combinés de leurs composants, qui sont nombreux (plus de 5 000 produits chimiques différents entrent dans la composition des teintures capillaires selon le National Cancer Institute).
Les teintures capillaires peuvent être source d’irritation, d'allergies et notamment et d’allergies professionnelles,, voire de cancer (en cas d'utilisation intensive, pour un coiffeur par exemple).

### Cancérogénicité
Dans les années 1970 certaines amines aromatiques contenues dans les teintures capillaires ont été interdites du marché européen en raison d'études de leur cancérogénicité démontrée sur le modèle animal.
Plusieurs études ont conclu à une augmentation significative de certains types de cancer chez les utilisateurs professionnels (cancers du sang dont la leucémie ; lymphome non hodgkinien ; cancer de la vessie ; myélome multiple),. L'utilisation fréquente durant des années de teintures capillaires foncées permanentes pourrait doubler de certains types de cancer du sang.
En 2004, un cancérogène avéré pour l'homme (4-aminobiphényle ou le 4-ABP) a été trouvé dans certaines teintures capillaires commerciales.
En 2009, selon l’Institut national du cancer des États-Unis, les preuves étaient jugées limitées et contradictoires pour le lien entre cancer et teinture capillaire.

Pour un usage domestique peu fréquent, le Centre international de recherche sur le cancer (CIRC) estime qu'aucune preuve épidémiologique ne montre un risque de cancer pour un usage épisodique à domicile de teinture capillaire ; ces teintures, si elles respectent la législation européenne et sont épisodiquement et bien appliquées, ne sont donc pas considérées comme cancérigène pour l'Homme à ce jour.

Seules les expositions professionnelles sont classées probablement cancérigènes pour l'Homme.

### Allergénicité
Un usage, même normal, épisodique voire unique de certaines teintures capillaires peut susciter des dermatites d’irritation, ponctuelles ou chronique, des eczémas allergiques.

Les zones affectées sont, outre le cuir chevelu, la nuque, la face antérieure du cou, le front et les régions périorbitaires voire les joues.
Les allergènes des teintures capillaires les plus cités sont d'abord le paraphénylènediamine (PPD), puis le monothioglycolate de glycérol (GMTG) des permanentes acides, le persulfate d'ammonium des décolorations (principalement source d'urticaires de contact). Les amines aromatiques (outre qu'elles sont cancérigènes) peuvent être allergènes et contribuer à l'asthme et à la rhinite des coiffeurs, et pour certaines induire des réponses immunitaires préoccupantes (à la fois pro- et anti-inflammatoires chez la souris). Une étude récente en conclut que « l'utilisation personnelle de teinture capillaire peut plausiblement influencer à la fois la morbidité et la mortalité à long terme, mais aucune étude n'a évalué ce risque dans la population générale avec la durée de suivi qui pourrait être nécessaire pour détecter le risque ».

Nota : Les produits de soins capillaires peuvent aussi contenir de la cocamidopropylbétaïne (comme tensioactif), des conservateurs et des parfums (ex : minoxidil) également sources possibles d’irritation et d’allergies.
L'utilisation de teinture capillaire peut aussi susciter des allergies croisées, dont au curare pour un cas récemment décrit.
La teinture de sourcils, plus rarement pratiquée, est aussi une possible source d’allergie (ex : eczéma de contact palpébral).

### Perturbation endocrinienne?
Elle est soupçonnée, avec peut-être comme effet secondaire le cancer du sein ou des problèmes de fertilité chez les coiffeuses qui présentent aussi des taux anormaux d'avortement spontané et de santé reproductive,,,, mais sans que l'on sache si cela est dû à leur position debout ou au contact avec des produits chimiques.
Récemment (octobre 2017) un chirurgien du sein (le professeur Kefah Mokbel) a publié une méta-analyse montrant que l'utilisation de teintures capillaires pourrait augmenter le risque de développer un cancer du sein, non seulement chez les coiffeuses, mais aussi de 20 % chez les utilisatrices domestiques.

### Toxicité générale
Historiquement, divers sels ou oxydes de plomb, dont l'acétate de plomb (ingrédient actif de formules colorantes ou supposées donner des cheveux argentés, utilisé depuis la Grèce antique) est très toxique,, et notamment reprotoxique. Ce serait par exemple la cause de la mort de Beethoven.[réf. nécessaire]
La phénylènediamine est depuis longtemps connue pour causer des problèmes de santé (irritations et allergies en général), voire des empoisonnement mortels. Les ouvriers fabriquant les produits et les coiffeurs qui en utilisent souvent sont les plus concernés, mais les eaux de rinçages posent également problème car ce produit est écotoxique (sa fiche de sécurité, établie par DuPont, l'étiquette comme toxique et pouvant avoir des effets néfastes sur les organismes aquatiques et qu ipourrait avoir des effets à long terme sur les milieux aquatiques.
En Europe, l’utilisation de la para-phénylène-diamine (PPD) dans les colorations capillaires est réglementairement limitée à une concentration de 6 %,
Mais en Asie et Afrique, des teintures contenant beaucoup plus de PPD sont encore commercialisées par exemple par la marque « Royal Henna » (poudre, fabriquée en Inde, vendue sans liste d’ingrédients, ni indication d’unnom et de l’adresse du fabricant, interdite en France à la suite d’effets secondaires indésirables ayant suscité une enquête qui a montré que ce produit contenait bien plus de 2-nitro-p-phénylènediamine et 2-Aminophénol que le seuil légal de 9,3 % (produits mentionnées dans la liste des substances interdites dans les produits cosmétiques).
La toxicité de la PDD (pour laquelle un transfert percutané a été démontré en 1988) n'est plus discutée ; elle est démontrée sur le modèle animal, mais aussi chez l'homme car l'utilisation de teintures permanentes pour cheveux comme poison à fin de suicide a fait l'objet de très nombreux rapports dans le monde. Cet usage est rare en Occident, mais « très répandu dans certains pays d’Asie, du Moyen-Orient et d’Afrique » notamment car ces produits Y contiennent souvent plus de para-phénylène-diamine

À titre d’exemple, en 7 ans (de 2002 à 2009), le Centre Anti Poison et de Pharmacovigilance du Maroc a eu à traiter 30 cas d’ingestion accidentelle ou de tentatives de suicide par ingestion d’une teinture commerciale au henné, dont 24 ont été adressés aux urgences hospitalières avec des symptômes digestifs (7 cas sur 30), associés ou non à des troubles sensitifs (2 cas d’hypoesthésie et paresthésie), à un syndrome cutané (1 cas) un  œdème cervico-facial dans un cas (dû au caractère de sensibilisant cutané de la PDD) et une urine noirâtre dans 1 cas ; 3 cas étaient des enfants de 5-14 ans) Un traitement évacuateur (lavage d'estomac) et symptomatique a été prescrit, efficacement, dans tous les cas ; Les affections étaient modérées pour 19 % des cas et graves dans 14 % des cas, nécessitant une réanimation le cas échéant. Parmi les effets les plus graves de l'intoxication aiguë par la paraphénylène diamine figurent l'Œdème de Quincke (urgence médicale), la myocardite, rhabdomyolyse du myocarde,,
L’oxydation de la PDD conduit à former de la « base de Brandrowski », (allergénique, mutagène et très toxique, inflammatoire via la sécrétion de cytokines (Interleukine 8) qui accroit la perméabilité des vaisseaux sanguins, ce qui conduit fréquemment à un œdème oro-pharyngé rapidement asphyxiant (urgence médicale nécessitant intubation ou trachéotomie ; c’est l’une des premières manifestations de l’intoxication aiguë,,,. Des allergies croisées sont possibles avec d’autres substances chimiques benzéniques substituées en para telles que le p-aminophénol,. Au Soudan, Suliman et al. ont étudié 150 cas d’intoxication par les teintures capillaires contenant de la PPD, sur 10 ans, notant qu’une insuffisance rénale aiguë s’était développée chez 60 % des patients.

## Coloration de la peau et des phanères
La peau et les phanères (poils, ongles) sont constitués de protéine kératinisées proches de celles qui constituent les cheveux. Ils peuvent donc être tachés par les teintures capillaires (qui se font pour cette raison avec des gants (latex, nitrile...) pour protéger les mains).
À la différence du tatouage, la coloration capillaire ne touche que l'épiderme ; une coloration accidentelle disparaîtra donc à mesure que la peau (le poil ou l'ongle) se renouvelleront naturellement ; 
une fine couche de préparation à base d'huile cernant le cuir chevelu prémuni aussi la peau. Des abrasifs doux tels que le bicarbonate de soude humide ou une petite quantité de dentifrice appliqué avec une brosse à dents peuvent aider à éliminer la couche supérieure de la peau colorée (ni l'un ni l'autre n'enlève uniquement le colorant).

L'acétone et le dissolvant pour vernis à ongles sont toxiques et inefficaces

## Économie
Dans les années 2010, l'industrie de la teinture capillaire est évaluée à plusieurs milliards de dollars ;

## Au cinéma
De nombreux films contiennent des séquences où une personne se teint les cheveux pour ne pas être reconnue.